# Klumpies
Klumpies is een televisieprogramma voor kinderen vanaf 3 jaar. Het is een 3D-animatiereeks over een klein volkje dat in een enorme boom leeft, de Pappelboom. Er zijn 4 hoofdpersonages: Binkie, zijn zus Sunny, Chip en prinses Ella. Het concept van de reeks is om kinderen meer over de natuur te laten leren.
De reeks was voor het eerst te zien in december 2010. Elke aflevering duurt 7 minuten. Het is te zien op Ketnet+, bij Kaatje en in Nederland bij Zappelin.

## Afleveringen
- 01.Dag van de natuur
- 02.Klumpies in de mist
- 03.Mega Pappel zondag
- 04.Slaapfeestje bij de Klumpies
- 05.Super Klumpie bumpie
- 06.De kroonjuwelen
- 07.De poel
- 08.De schat
- 09.De koning van de viool
- 10.De verjaardag van Binkie
- 11.Het deuntje van Reggi
- 12.Het feestje
- 13.Lollie en Wollie
- 14.Ridder Klumpalot
- 15.Smiley Pappelbrood
- 16.Vallende ster
- 17.Koning Dimbel en koningin Dumbel
- 18.Graven naar Pappels
- 19.Klumpiedemie
- 20.Pappellympics
- 21.Ding Dong krijgt vrijaf
- 22.De verrassing
- 23.Chip is de baas
- 24 Winkie is zoek